# Gospodarka Rosji
Gospodarka Rosji – gospodarka mieszana zaliczana do rozwijających się, a zarazem należąca do światowej czołówki w kontekście potencjału gospodarczego, jedenasta co do wielkości na świecie pod względem nominalnej wartości PKB, natomiast pod względem wielkości PKB ważonego parytetem siły nabywczej czwarta co do wielkości w Azji (po gospodarkach Chin, Indii i Japonii) i szósta na świecie (po gospodarce Chin, Stanów Zjednoczonych, Indii, Japonii i Niemiec). Rosja posiada rezerwy walutowe szacowane na 582,4 mld USD (stan na 30 czerwca 2023).

## Charakterystyka
Rosja jest jednym z nielicznych państw na świecie oraz jednym z trzech państw Azji (obok Turcji i Kazachstanu), którego terytorium jest położone na dwóch kontynentach. Jednocześnie jest jedynym państwem na świecie, którego tak duże obszary są umiejscowione zarówno na kontynencie europejskim, jak i azjatyckim. Takie położenie stwarza doskonałe warunki do rozwoju potencjału transportowego. Przejawia się to w przypadku Rosji między innymi w prowadzonym na bardzo dużą skalę transporcie surowców energetycznych, wydobywanych na terenie tego kraju, które trafiają do wielu państw europejskich i azjatyckich – w tym Polski i Niemiec – za pośrednictwem sieci rurociągów.
Rosyjska gospodarka ma bardzo duży potencjał rozwojowy. W państwie tym znajdują się największe na świecie zasoby surowców naturalnych, w tym drewna, cennych metali, a przede wszystkim paliw płynnych i surowców energetycznych (ropy naftowej, gazu ziemnego, węgla kamiennego i brunatnego). W związku z powyższym Rosja dysponuje największymi na świecie źródłami energii. Ponadto na terenie tego państwa znajduje się również czwarta część światowych zasobów wody słodkiej.
Zarówno ropa naftowa, jak i gaz ziemny mogą być w Rosji wydobywane bez restrykcji (kwot produkcyjnych) nakładanych przez OPEC na swoich członków (Rosja nie należy do tej organizacji). W ostatnich latach produkcja ropy naftowej oraz polityka związana z transportem pozyskiwanych surowców energetycznych stała się nie tylko głównym źródłem wzrostu gospodarki, ale także środkiem geostrategicznego nacisku na rządy niektórych państw w Europie i Azji. Dodatkowym czynnikiem rzutującym na fakt prowadzenia w tym sektorze aktywnej polityki przez Rosję jest fakt, iż państwo to jest największym na świecie producentem ropy naftowej. W 2014 Rosja wydobywała 10,85 mln baryłek dziennie, co dawało jej trzecie miejsce na świecie (Arabia Saudyjska w tym samym czasie zajmowała drugą pozycję z wydobyciem na poziomie 11,62 mln baryłek dziennie, a Stany Zjednoczone były pierwsze przy wydobyciu szacowanym na 13,97 mln baryłek dziennie).

### Członkostwo w organizacjach międzynarodowych
Federacja Rosyjska jest członkiem wielu organizacji o charakterze polityczno-gospodarczym. Należy do: Wspólnoty Niepodległych państw (jako kraj nieformalnie przewodzący tej organizacji), Euroazjatyckiej Wspólnoty Gospodarczej, Szanghajskiej Organizacji Współpracy, Organizacji Współpracy Gospodarczej Państw Morza Czarnego, Rady Państw Morza Bałtyckiego, APEC, WTO, G20. Odgrywa znacząca rolę w polityce międzynarodowej, w tym również w światowej polityce gospodarczej.

## Historia gospodarcza Federacji Rosyjskiej
Od czasu rozpadu Związku Radzieckiego Rosja doświadczyła poważnych zmian, dokonując transformacji z gospodarki centralnie planowanej do gospodarki rynkowej, znacznie bardziej otwartej na rynki zagraniczne. Reformy gospodarcze przeprowadzone w latach 90. poprzedniego stulecia polegały m.in. na prywatyzacji wielu sektorów przemysłu i rolnictwa, aczkolwiek z poważnymi wyjątkami jeśli chodzi o sektory energetyczny, zbrojeniowy i im pokrewne. Proces prywatyzacji został przeprowadzony w sposób gwałtowny, wręcz niekontrolowany. Jednym z jego aspektów był mocno krytykowany w późniejszym czasie schemat „zamiany długów na udziały” (ang. „loans-for-shares scheme”) za pomocą którego wiele dużych i zyskownych przedsiębiorstw, należących dotychczas do państwa, zostało przejętych, niejednokrotnie za bezcen, przez wąską grupę oligarchów, którzy w późniejszym czasie w znaczący sposób zaczęli wpływać na politykę regionalną, a część z nich przejawiała nawet aspiracje polityczne na szczeblu federalnym. Można zaryzykować twierdzenie, że w wyniku prywatyzacji nastąpiła powtórna koncentracja własności – w tym przypadku dotyczyła ona bardzo wąskiej kasty uprzywilejowanych. Warto zauważyć, że w 2011 roku w Moskwie mieszkało najwięcej miliarderów na świecie.
Kraj, który dopiero w 1997 r. uzyskał nieznaczny wzrost PKB dzięki wysokim cenom ropy naftowej, nie dysponował sprawnym systemem bankowym, a zbiurokratyzowana administracja, masowa korupcja i przestępczość hamowały dopływ kapitału zagranicznego. Słabość gospodarczą mocarstwa militarnego ujawnił w 1998 r. spadek cen ropy i innych surowców eksportowanych przez Rosję. Ujemny bilans handlowy uniemożliwił obsługę zadłużenia zagranicznego i zmusił Rosję do ogłoszenia moratorium na płatności zagraniczne. Konsekwencją kryzysu finansowego było zmniejszenie PKB o 5%. Od roku 1999, pod wpływem ponownego wzrostu cen paliw i surowców, sytuacja gospodarcza Rosji zaczęła się stabilizować.
W 2008 i w pierwszych miesiącach 2009 r. Rosja doświadczyła pierwszej recesji po dziesięciu latach nieprzerwanego, dynamicznego wzrostu gospodarczego, po czym gospodarka ustabilizowała się przechodząc w fazę powolnego wzrostu w latach 2009–2012. Pomimo głębokiej, ale jednocześnie krótkiej recesji, na gospodarkę rosyjską nie wpłynął w sposób znaczący globalny kryzys finansowy. Stało się tak głównie z powodu zastosowania krótkoterminowych polityk makroekonomicznych, które pomogły gospodarce przetrwać niebezpieczny okres, a także z uwagi na bardzo niski poziom długu publicznego.
Rząd rosyjski przewidywał stabilne tempo wzrostu w kolejnych latach na poziomie około 3,4% PKB, jednakże duży spadek cen ropy naftowej na światowym rynku surowców mocno zrewidował te prognozy. W 2015 roku gospodarka rosyjska skurczyła się o 3,7%.

## Waluta

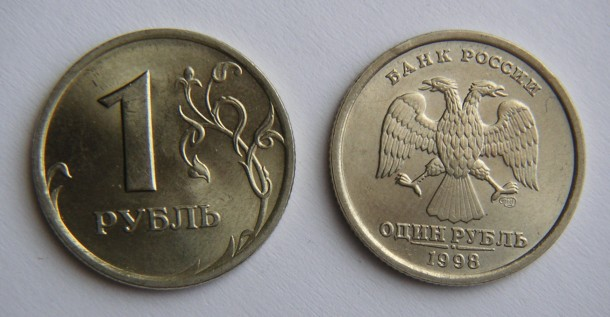
Waluta Rosji

Podstawową walutą w Rosji jest rubel (symbol: RUB), dzielący się na 100 kopiejek. Historia tej waluty sięga XIII, kiedy to został wprowadzony w Republice Nowogrodzkiej jako odpowiednik nowogrodzkiej grzywny srebra; był emitowany w postaci srebrnych sztabek i odpowiadał 200 diengom.
Jest wiele teorii dotyczących pochodzenia słowa „rubel”. Wszystkie one różnią się w szczegółach, ale łączy je jeden punkt wspólny, a mianowicie każda z nich wskazuje na czasownik „ciąć”, od którego ma pochodzić nazwa waluty.
29 czerwca 2006 roku kurs rubla został uwolniony – od tej pory jego wartość ustala rynek (do tego czasu kurs rubla był ustalany przez Centralny Bank Federacji Rosyjskiej). 11 grudnia 2013 średni kurs NBP rubla w stosunku do złotego wynosił 0,0929 (1 RUB = 0,0929 PLN). 12 grudnia 2014 średni kurs NBP rubla w stosunku do złotego wynosił 0,0587 PLN.

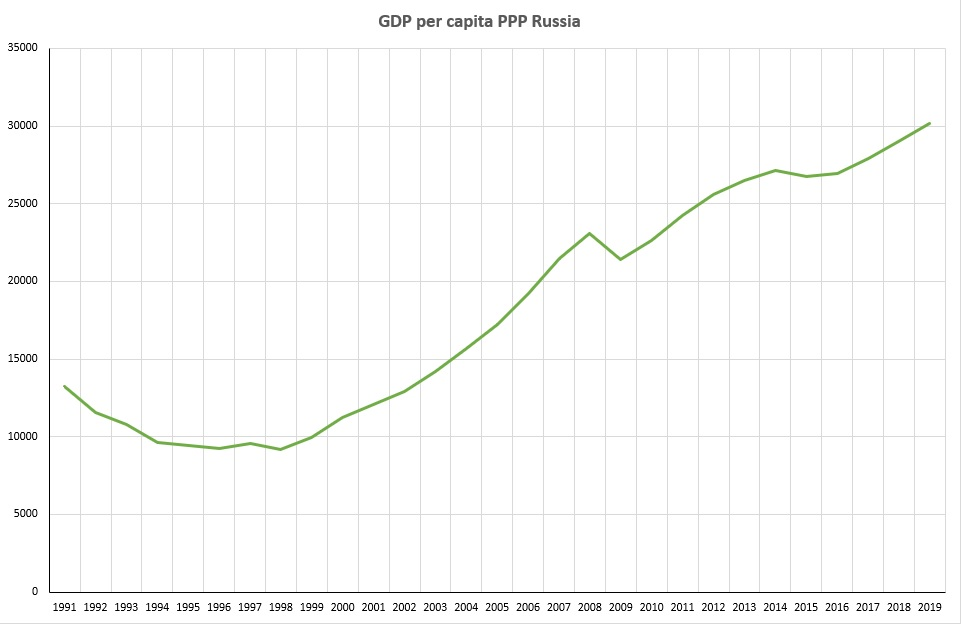
PKB per capita Rosji wg PSN w latach 1991–2019

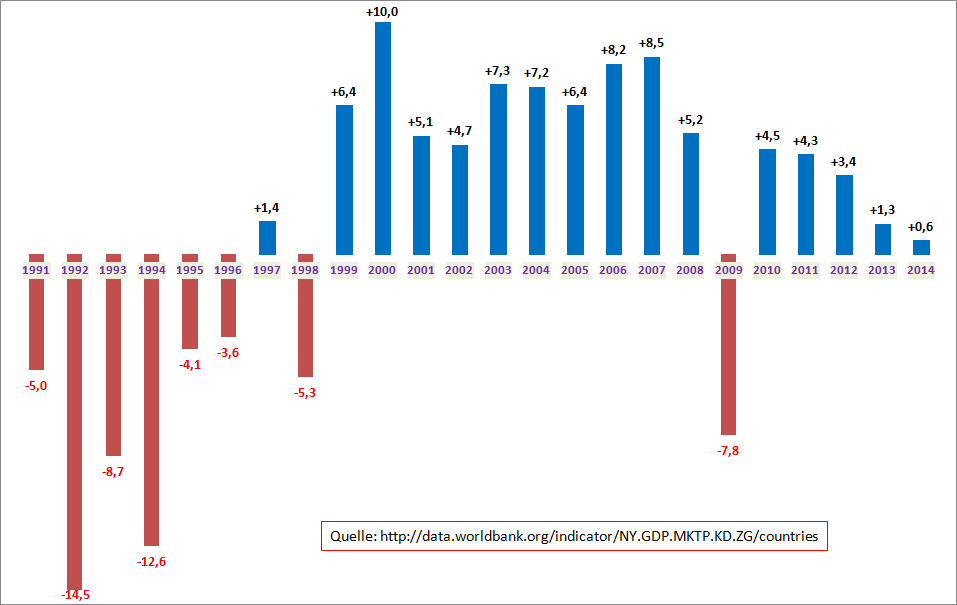
Zmiany PKB Rosji w latach 1991–2014

## Produkt krajowy brutto
W 2012 produkt krajowy brutto wyniósł 2,015 bln USD. Na jednego mieszkańca przypadało wówczas 18 tys. USD (w 2010 było to 16,6 tys. USD, a w 2011 – 17,3 tys. USD).
W kolejnych latach rosyjska gospodarka (PKB) rosła: w 2010 roku o 4,5 proc., 2011 r. – 4,3 proc., 2012 r. – 3,4 proc., 2013 r. – 1,3 proc. i w 2014 – 0,6 proc. Gospodarka Rosji w pierwszym kwartale 2015 roku skurczyła się o 1,9 proc. w ujęciu rocznym.

### Struktura PKB
Struktura PKB Rosji w 2012 roku przedstawiała się następująco:
- handel – 19,7%
- finanse i usługi – 17,1%
- produkcja przemysłowa – 15,2%
- administracja publiczna, edukacja, zdrowie i obrona narodowa – 13,5%
- górnictwo (kopalnictwo) – 10,9%
- transport i łączność – 8,2%
- budownictwo – 6,5%
- produkcja, dystrybucja energii elektrycznej, gazu i wody, i innych mediów – 5,1%
- rolnictwo, leśnictwo i rybołówstwo – 3,9%

PKB per capita liczony w PSN (w dolarach międzynarodowych dla Rosji i Polski w latach 1999–2012)
|                       | 1999         | 2000          | 2001          | 2002          | 2003          | 2004          | 2005          | 2006          | 2007          | 2008          | 2009          | 2010          | 2011          | 2012          |
| --------------------- | ------------ | ------------- | ------------- | ------------- | ------------- | ------------- | ------------- | ------------- | ------------- | ------------- | ------------- | ------------- | ------------- | ------------- |
| Rosja                 | 5,720 (58%)  | 6,660 (63%)   | 7,270 (66%)   | 7,880 (68%)   | 8,970 (76%)   | 10,030 (79%)  | 11,560 (86%)  | 14,530 (99%)  | 16,340 (102%) | 19,850 (113%) | 18,860 (103%) | 19,890 (102%) | 21,790 (105%) | 22,800 (105%) |
| Polska                | 9,840 (172%) | 10,490 (158%) | 10,940 (150%) | 11,520 (146%) | 11,870 (132%) | 12,640 (126%) | 13,470 (117%) | 14,660 (101%) | 16,090 (98%)  | 17,590 (89%)  | 18,250 (97%)  | 19,560 (98%)  | 20,790 (95%)  | 21,760 (95%)  |
| Źródło: Bank Światowy |              |               |               |               |               |               |               |               |               |               |               |               |               |               |

## Handel zagraniczny
Rosyjskimi towarami eksportowymi są: ropa naftowa, gaz ziemny, rudy żelaza i innych metali, drewno i wyroby drewniane, węgiel kamienny, produkty rolnicze, wyroby chemiczne, stal i żelazo, broń, maszyny. Główne kierunki eksportu w 2014 roku: Holandia 13,7%, Chiny 7,5%, Niemcy 7,5%, Włochy 7,2%, Turcja 5%. Główni partnerzy importowi: Chiny 17,8%, Niemcy 11,5%, Stany Zjednoczone 6,6%, Włochy 4,5%, Białoruś 4,1%. W 2014 roku wartość eksportu (520,3 mld USD) była ponad 1,6 raza większa od importu (323,9 mld USD). Według SIPRI Rosja jest największym na świecie eksporterem ciężkiej broni konwencjonalnej. Surowce mineralne i drewno oraz wyroby z tychże materiałów wykonane stanowiły w 2013 roku ok. 80% wartości eksportu, co powoduje dużą wrażliwość rosyjskiej gospodarki na wahania światowych cen surowców.
| Państwo                  | PKB (PPP, 2014) | Wzrost PKB (%) | Eksport (2014) | Import (2014) | Dług zewnętrzny (2014) | Dług publiczny (w %, 2014) | Rezerwy walutowe (2014) |
| ------------------------ | --------------- | -------------- | -------------- | ------------- | ---------------------- | -------------------------- | ----------------------- |
| Chińska Republika Ludowa | 18090           | 7,3            | 2343,0         | 1960,0        | 949,6                  | 14,9                       | 3217,0                  |
| Stany Zjednoczone        | 17350           | 2,4            | 1633,0         | 2374,0        | 17260,0                | 74,4                       | 130,1                   |
| Indie                    | 7411            | 7,3            | 329,6          | 472,8         | 459,1                  | 51,7                       | 370,7                   |
| Japonia                  | 4767            | -0,1           | 699,5          | 798,6         | 5180,0                 | 231,9                      | 1261,0                  |
| Niemcy                   | 3748            | 1,6            | 1492,0         | 1188,0        | 5597,0                 | 74,3                       | 192,8                   |
| Rosja                    | 3577            | 0,6            | 497,8          | 308,0         | 599,0                  | 13,4                       | 377,8                   |
| Brazylia                 | 3276            | 0,1            | 224,6          | 230,6         | 712,5                  | 58,9                       | 359,4                   |
| Indonezja                | 2686            | 5,0            | 175,3          | 168,4         | 293,2                  | 25,9                       | 103,4                   |
| Francja                  | 2591            | 0,2            | 584,5          | 631,1         | 5496,0                 | 95,5                       | 143,5                   |
| Wielka Brytania          | 2569            | 3,0            | 480,8          | 802,1         | 9219,0                 | 88,1                       | 107,7                   |
| Meksyk                   | 2149            | 2,1            | 398,3          | 400,4         | 424,1                  | 42,1                       | 204,1                   |
| Włochy                   | 2135            | -0,4           | 513,7          | 448,4         | 2459,0                 | 132,0                      | 142,2                   |
| Źródło:                  |                 |                |                |               |                        |                            |                         |

## Nierówności społeczne
Jednym z największych problemów współczesnego społeczeństwa rosyjskiego jest występowanie dużych nierówności społecznych wynikających z dużej dysproporcji w rozkładzie dochodów pomiędzy poszczególnymi grupami społecznymi. Podczas gdy na świecie miliarderzy dysponują 1–2% bogactwa narodowego, w Rosji do 110 miliarderów należy 35% całego bogactwa. Tabela pokazuje względny współczynnik proporcji dochodów 10% najbogatszych obywateli rosyjskich w stosunku do 10% najbiedniejszych. Można zaobserwować, że w 2012 roku dochody 10% najbogatszej części społeczeństwa były ponad szesnastokrotnie wyższe niż dochody 10% najbiedniejszej części, przy czym dynamika zmian wskazuje na pogłębianie się tego trendu.
| Rok          | 1992 | 1995 | 1996 | 1997 | 1998 | 1999 | 2000 | 2001 | 2002 | 2003 | 2004 | 2005 | 2006 | 2007 | 2008 | 2009 | 2010 | 2011 | 2012 |
| Współczynnik | 8,0  | 13,5 | 13,3 | 13,6 | 13,8 | 14,1 | 13,9 | 13,9 | 14,0 | 14,5 | 15,2 | 15,2 | 15,9 | 16,7 | 16,6 | 16,6 | 16,6 | 16,2 | 16,4 |

## Sektory gospodarki rosyjskiej
Sektor gospodarki w ujęciu ekonomicznym to grupa przedsiębiorstw wytwarzających dobra (towary lub usługi) o podobnym przeznaczeniu.

### Rolnictwo
Rolnictwo w 2014 roku stanowiło 4,2% PKB. Główne wyroby rolnicze: ziarno słonecznika, jęczmień, owies, gryka, porzeczka, malina, agrest – 1. miejsce na świecie; żyto, marchew – 2. miejsce; suszony groch, pszenica, ziemniaki, dynia, kapusta, rzepa, ogórek, len i konopie – 3. miejsce; burak cukrowy, pszenżyto – 4. miejsce; cebula – 8. miejsce; pomidory, jabłka – 9. miejsce; soja – 10. miejsce. Rozwinięta hodowla drobiu – 4. miejsce na świecie, trzody – 7. miejsce, koni – 10. miejsce i bydła – 13. miejsce. Połów i hodowla ryb – 8. miejsce na świecie. Produkcja piwa – 4. miejsce na świecie, surowca drzewnego – 4. miejsce, paneli drewnianych – 2. miejsce.
Lata 20. XXI w. charakteryzuje poważny problem szybkiego wyludniania się obszarów wiejskich i upadku gospodarki wiejskiej. Polityka państwa w zakresie łagodzenia negatywnych skutków tych procesów od lat traktuje rolnictwo jako główny filar rozwoju obszarów wiejskich i większość decyzji rządu ma na celu jego wsparcie. Sformułowana nowa państwowa strategia rozwoju obszarów wiejskich oraz zatwierdzony w 2019 r. ambitny program krajowy, zakładają różne możliwości rozwoju gospodarczego i dobrobytu ludności wiejskiej w zależności od dostępności zasobów naturalnych i ludzkich, stopnia peryferyjności i innych cech. Jedną ze strategii jest zachęcanie do inicjatyw opartych na społecznościach lokalnych i promocja budownictwa mieszkaniowego poprzez programy preferencyjnych kredytów hipotecznych na wsi. Na koniec autorzy przedstawiają krótki opis wpływu pandemii COVID-19 na rozwój obszarów wiejskich w Rosji i próbują przewidzieć jej dalsze konsekwencje.
Wpływu pandemii COVID-19 na rozwój obszarów wiejskich w Rosji cechuje masowy napływ mieszkańców dużych miast do podmiejskich chat, a nawet do odległych wiosek, gdzie o wiele łatwiej było przetrwać restrykcje covidowe. Prognozuje się wzrost kosztów nieruchomości poza miastami. Kilkukrotnie wzrosło zapotrzebowanie na usługi firm instalujących anteny zapewniające zrównoważony dostęp do Internetu w wiejskich domach.

### Przemysł
Federacja Rosyjska posiada znaczny potencjał przemysłowy. Duża część zakładów przemysłowych zostało zbudowanych w czasie ZSRR, przy czym większość z nich zostało znacznie zmodernizowanych po 1991 roku. Dynamikę produkcji przemysłowej w latach 1999–2015 przedstawia poniższa tabela.
| Rok             | 1999 | 2000 | 2001 | 2002 | 2003 | 2004 | 2005 | 2006 | 2007 | 2008 | 2009   | 2010 | 2011 | 2012 | 2013 | 2014 | 2015  |
| Prod. przemysł. | 8,1  | 8,8  | 6,2  | 3,7  | 7,0  | 6,4  | 4,0  | 4,8  | 7,4  | 3,5  | – 13,1 | 8,3  | 4,7  | 3,1  | 0,1  | 1,6  | – 3,4 |

#### Przemysł zbrojeniowy
W rosyjskim przemyśle zbrojeniowym jest zatrudnionych 2,5–3 mln ludzi, co stanowi około 20% wszystkich miejsc pracy w sektorze przemysłowym. Rosja jest drugim na świecie (po Stanach Zjednoczonych) największym eksporterem broni konwencjonalnej. W latach 2000–2008 wartość eksportu rosyjskiej broni wzrosła ponad dwukrotnie – z około 3,7 do około 8 mld USD. W kolejnych latach wzrost eksportu rosyjskiej broni był równie dynamiczny. W 2012 roku wartość eksportu tej gałęzi przemysłu wyniosła 15,16 mld USD, a w 2013 – 15,7 mld USD. Za 85% eksportu odpowiada przedsiębiorstwo państwowe Rosoboronexport (w 2013 roku wyeksportowało ono wytwory przemysłu zbrojeniowego o wartości 13,2 mld USD). Przewidywany jest stały trend wzrostowy. Do 2050 roku Rosja zamierza czterokrotnie zwiększyć eksport broni, który ma osiągnąć do tego czasu roczną wartość 50 mld USD. Zakłada się, iż dystans do Stanów Zjednoczonych, które są największym eksporterem broni na świecie, ma się systematycznie zmniejszać. Założenie to pokrywa się z utrzymującą się od dłuższego czasu dynamiką eksportu, która jest obserwowana w tym sektorze. Broń jest eksportowana do około 80 państw, przy czym jej największymi odbiorcami w ostatnich latach były: Indie, Chiny, Wietnam, Indonezja, Algieria, Wenezuela, Malezja, Iran oraz Serbia. W 2013 roku największym importerem rosyjskiej broni były Indie – wartość eksportu produktów przemysłu zbrojeniowego do tego państwa wyniosła 4,78 mld USD, co stanowiło mniej więcej trzecią część całego rosyjskiego eksportu w tym sektorze, który w tym samym roku wyniósł 15,7 mld USD. Państwo to jest głównym odbiorcą rosyjskiej broni od 2007 roku.

Wybrane produkty rosyjskiego przemysłu zbrojeniowego
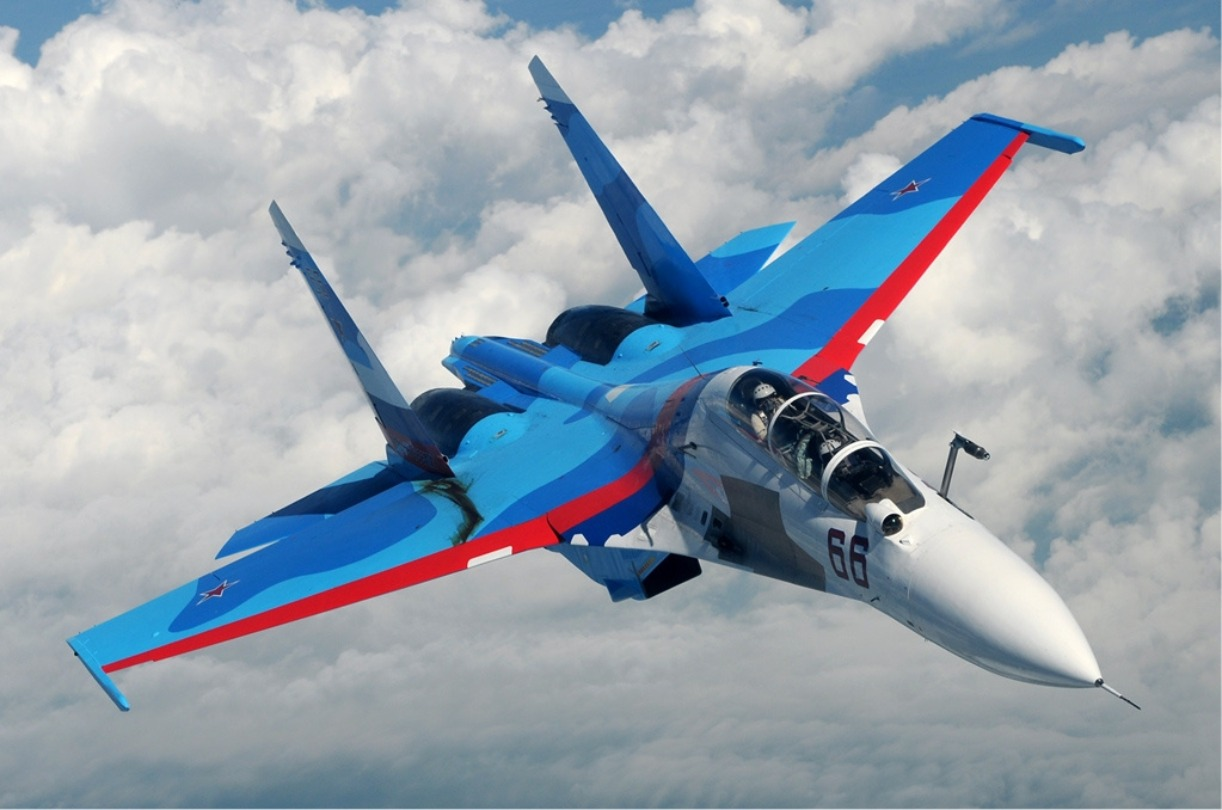
Su-30 – rosyjski wielozadaniowy samolot bojowy opracowany przez biuro konstrukcyjne Suchoj – stanowi jeden z głównych produktów eksportowych rosyjskiego przemysłu zbrojeniowego
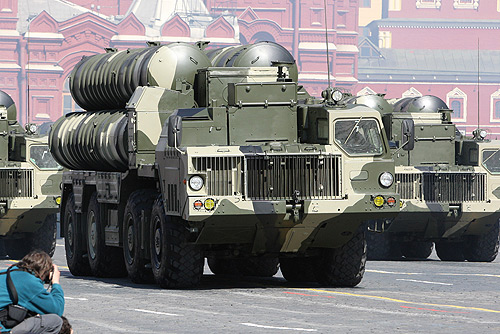
Rakietowy system przeciwlotniczy S-300W produkowany przez Zakłady Mechaniczne imienia Kalinina w Jekaterynburgu, wchodzące w skład koncernu zbrojeniowego PWO Almaz-Antej
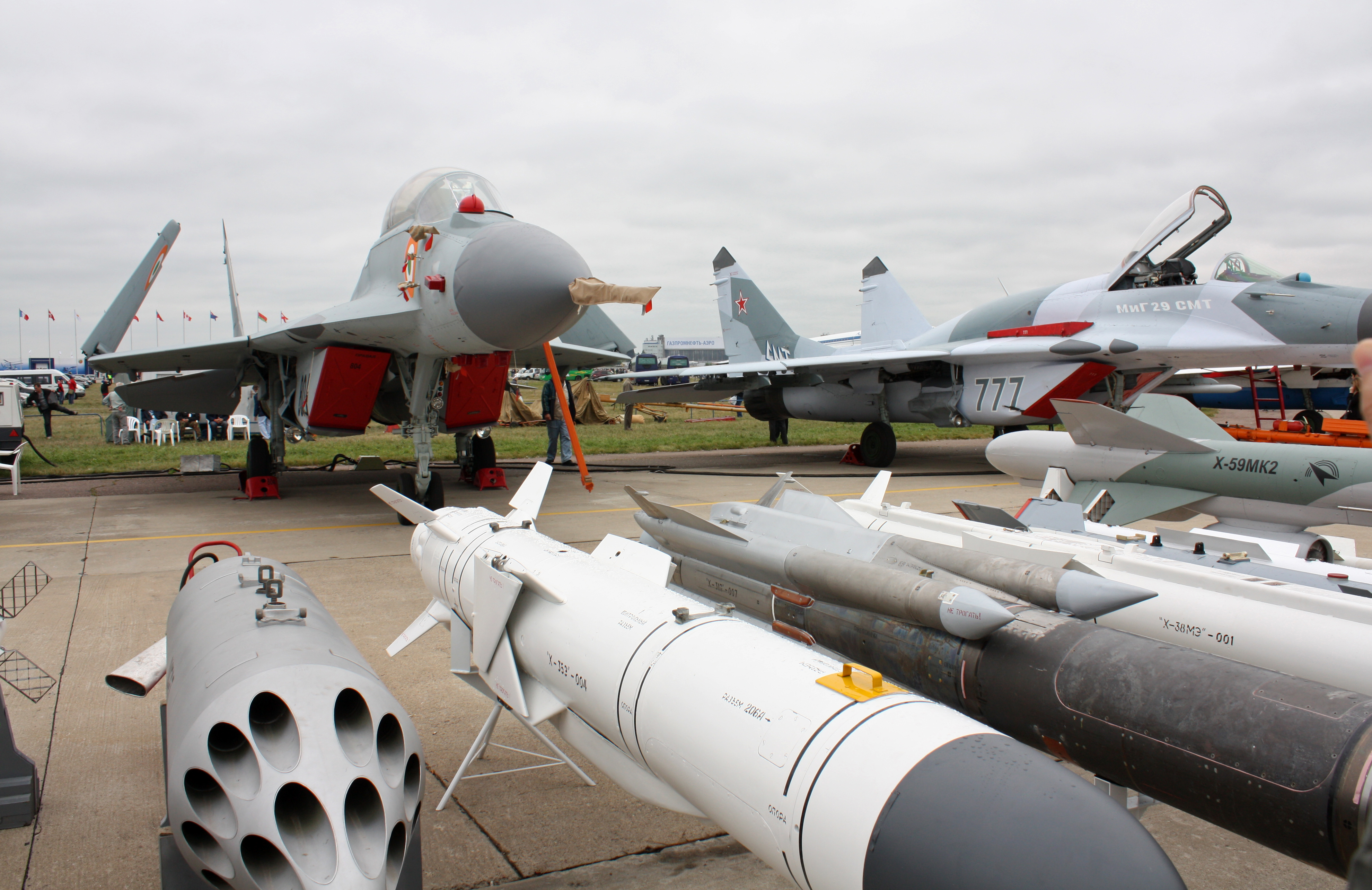
Rosyjski myśliwiec MiG-29K z uzbrojeniem na pokazach lotniczych MAKS pod Moskwą
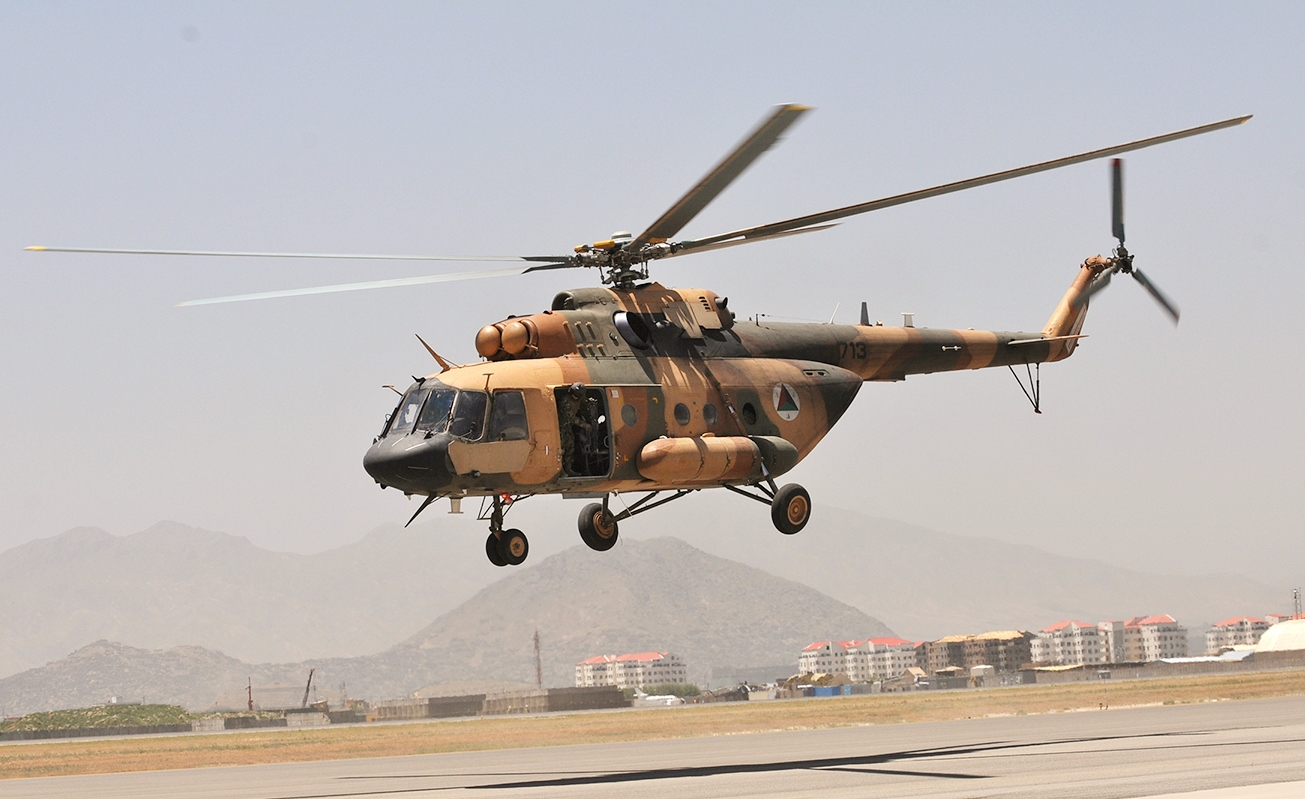
Rosyjski śmigłowiec Mi-17 w Siłach Powietrznych Afganistanu. Śmigłowce tego typu są popularnym produktem eksportowym. Tylko w 2011 roku Siły Zbrojne Stanów Zjednoczonych zakupiły 63 Mi-17 za kwotę ponad 1 mld USD

Na opublikowanej 22 lipca 2013 liście „Defense News Top 100”, która prezentuje przychody stu największych przedsiębiorstw przemysłu zbrojeniowego, znajduje się 7 rosyjskich producentów broni:
- PWO Almaz-Antej (14. miejsce na liście, przychody w 2012 pochodzące z produkcji zbrojeniowej – 5,754 mld USD; 94% przychodów pochodziło z produkcji zbrojeniowej)
- Russian Helicopters (24. miejsce na liście, przychody w 2012 pochodzące z produkcji zbrojeniowej – 3,489 mld USD; 86,4% przychodów pochodziło z produkcji zbrojeniowej)
- Suchoj (43. miejsce na liście, przychody w 2012 pochodzące z produkcji zbrojeniowej – 2,270 mld USD; 96% przychodów pochodziło z produkcji zbrojeniowej)
- United Engine Corporation(inne języki) (49. miejsce na liście, przychody w 2012 pochodzące z produkcji zbrojeniowej – 1,857 mld USD; 45% przychodów pochodziło z produkcji zbrojeniowej)
- Irkut (62. miejsce na liście, przychody w 2012 pochodzące z produkcji zbrojeniowej – 1,045 mld USD; 68,3% przychodów pochodziło z produkcji zbrojeniowej)
- RTI (80. miejsce na liście, przychody 2012 pochodzące z produkcji zbrojeniowej – 801,754 mln USD; 33,8% przychodów pochodziło z produkcji zbrojeniowej)
- MiG (93. miejsce na liście, przychody w 2012 pochodzące z produkcji zbrojeniowej – 578,151 mln USD; 99,9% przychodów pochodziło z produkcji zbrojeniowej).

Podobna lista opublikowana dwa lata później, 29 lipca 2015. Znalazło się na niej również 7 rosyjskich przedsiębiorstw, przy czym poprzednio wymienione zajęły wyższe pozycje:
- PWO Almaz-Antej (11. miejsce na liście)
- Połączona Korporacja Lotnicza (ros. Объединённая Авиастроительная Корпорация, 14. miejsce na liście)[c]
- Russian Helicopters (23. miejsce na liście)
- United Engine Corporation (26. miejsce na liście)
- KTRW (ros. Корпорация „Тактическое ракетное вооружение” – КТРВ, 31. miejsce na liście)
- Urałwagonzawod (52. miejsce na liście)
- AFK Sistema(inne języki) (69. miejsce na liście).

Dynamikę eksportu produktów rosyjskiego przemysłu zbrojeniowego przedstawia poniższa tabela.
| Rok                       | 2000 | 2004 | 2007 | 2010 | 2012 | 2013 |
| Eksport broni (w mld USD) | 3,7  | 5,8  | 7,5  | 10   | 15,6 | 15,7 |

## Największe rosyjskie przedsiębiorstwa

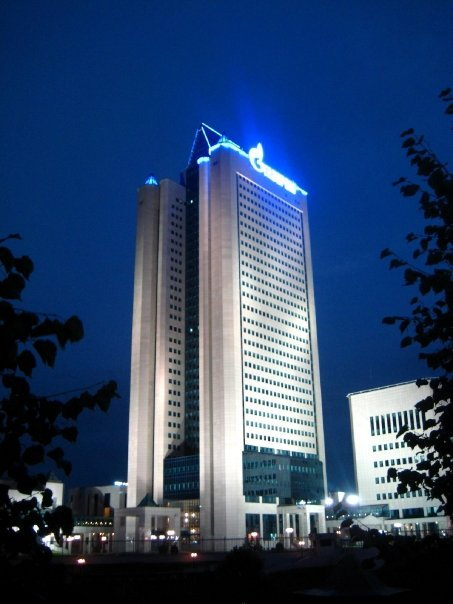
Siedziba Gazpromu w Moskwie

- Łukoil – przychód 144,2 mld USD (2014) (111,433 mld USD (2012))
- Gazprom – przychód 106,3 mld USD (2014) (157,830 mld USD (2012))
- Rosnieft – przychód 91,7 mld USD (2014) (65,093 mld USD (2012))
- TNK-BP(inne języki) – przychód 48,909 mld USD (2012)
- Sbierbank Rossii – przychód 35,502 mld USD (2012)
- Sistema(inne języki) – przychód 34,517 mld USD (2012)
- Surgutnieftiegaz – przychód 25,663 mld USD (2012)
- Transnieft – przychód 24 mld USD (2012)
- Intier RAO JeES – przychód 18,24 mld USD (2011)
- Basznieft – przychód 16,3 mld USD (2012)
- Tatnieft – przychód 14,5 mld USD (2012)
- Magnit – przychód 14,4 mld USD (2012)
- Siewierstal – przychód 14,104 mld USD (2012)
- MTS – przychód 12,04 mld USD (2012)
- Mieczeł – przychód 11,2 mld USD (2012)
- RusGidro – przychód 9,6 mld USD (2012)
- Aerofłot – przychód 8,13 mld USD (2012)
- MegaFon – przychód 8,3 mld USD (2011)
- Novatek – przychód 6,9 mld USD (2012)
- Mosenergo(inne języki) – przychód 5 mld USD (2012)
- NKNH – przychód 3,98 mld USD (2012)
- Lenta(inne języki) – przychód 2,7 mld USD (2012)
- PIK – przychód 2,1 mld USD (2012)
- Rossijskije żeleznyje dorogi – 1,076 mln pracowników (2009)
- Ałmaz-Antiej – 93,3 tys. pracowników (2011)
- Suchoj – 26 177 pracowników (2011)
- WGTRK – ok. 20 tys. pracowników[61] (2011)
- AwtoWAZ – 68 tys. pracowników (2013)